# Perseveration
Perseveration (av senlatin perseveratio 'framhärdande', av latin persevero 'ihärdigt fortsätta', 'framhärda'), är ett sjukligt upprepningsbeteende. Det kan vara känslor, tankar och uttalade fraser som det är omöjligt att få personen att sluta upprepa. Även perseverativa rörelsemönster förekommer och då är det en viss rörelse som återkommer om och om igen.